# Georgina Rodríguez
Pour les articles homonymes, voir Rodríguez.
Georgina Rodríguez, née le 27 janvier 1994, à Buenos Aires (Argentine), est une mannequin, entrepreneuse et influenceuse argentino-espagnole.
Elle se fait connaître grâce à la relation amoureuse qu'elle entretient avec le footballeur portugais Cristiano Ronaldo, depuis 2016. Depuis lors, elle participe à des défilés, reportages, magazines de mode et programmes télévisés,.

## Biographie

### Enfance
Georgina Rodríguez Hernández est née le 27 janvier 1994 à Buenos Aires (Argentine), mais a vécu toute sa vie dans le Nord de l'Espagne, à Jaca (Aragón). Son père Jorge Rodríguez est argentin et sa mère Ana María Hernández est espagnole ; comme elle l'a relaté : « Mon père est  argentin et ma mère est de Murcie. Ils sont allés à Buenos Aires avec ma sœur Ivana pour rencontrer la famille de mon père. Ils ont décidé d'y rester un moment et je suis née. Mon père a essayé de convaincre ma mère de vivre en Argentine, mais il n'a pas réussi et, quand j'avais un an, ils sont retournés à Murcie. Plus tard, nous avons déménagé pour vivre à Jaca »,.

### Carrière
En 2016, elle travaille comme employée dans un magasin Gucci à Madrid pendant huit mois et, plus tard, dans la boutique Burberry du grand magasin El Corte Inglés.
En 2015, Georgina Rodríguez signe avec l'agence de mannequins UNO Models,. Au cours de sa carrière, elle travaille pour Grazia, Men's Health, Glamorous et Yamamay, en plus d'être ambassadrice de la marque de bikini Pretty Little Things. Elle fait également la couverture de magazines de mode tels que Vogue ou La Gazzetta dello Sport,. Ainsi, elle devient en 2018 l'Espagnole la plus suivie sur le réseau social Instagram, dans lequel elle commence une carrière d'influenceuse. Elle parvient ainsi à atteindre plus de vingt-sept millions d'abonnés sur le réseau social.
En novembre 2019, elle assiste au gala des MTV Europe Music Awards et est chargée de remettre un prix à la chanteuse espagnole Rosalía.
Plus tard, en février 2020, elle fait ses débuts en tant que présentatrice au Festival de San Remo. En octobre de la même année, elle figure parmi les candidates de l'émission de Antena 3 Mask Singer : adivina quién canta, où elle joue le rôle de León chantant « Si por mi fuera » de Beret, avec qui elle a ensuite interprété la chanson sur scène au Starlite Festival de Marbella. Elle est également invitée en tant que célébrité à des festivals de cinéma et de musique de grande importance tels que la Mostra de Venise dans ses 77e et 78e éditions,, et le Festival de Cannes 2021.
En février 2021, elle crée sa propre marque de vêtements « OM By G ».
En avril de la même année, pour Netflix, elle participe à un documentaire sur sa propre vie, dont les enregistrements commencent en mai et la  première présentation a lieu au FesTVal à Vitoria-Gasteiz,,. Le documentaire bénéficie ensuite d'une sortie mondiale sur Netflix le 27 janvier 2022. La saison 2 de Moi, Georgina, est sortie le 24 mars 2023. Et la saison 3 en 2024.

## Vie privée
Au milieu de l'année 2016, elle entame une relation amoureuse avec le footballeur portugais Cristiano Ronaldo, bien qu'ils l’aient officiellement confirmée une année plus tard. En novembre 2017, ils ont leur première fille, Alana Martina, qui est le quatrième enfant du footballeur. En octobre 2021, le couple annonce la seconde grossesse de la jeune femme. Le 18 avril 2022, dans un communiqué, le couple annonce la naissance de leur fille et la mort de leur garçon, Ángel, à l'accouchement,. Sur son compte Instagram, Georgina annonce que sa fille se prénomme Bella Esmeralda.

## Projets philanthropiques
En 2017, Georgina Rodríguez s'engage auprès de la fondation Nuevo Futuro — à laquelle elle est toujours liée quatre ans plus tard — qui se bat pour que les enfants et les jeunes sans protection et sans milieu familial reçoivent une éducation et puissent vivre ensemble de manière stable,. Pour son action au bénéfice de cette association, elle reçoit un prix pour son engagement social et son travail philanthropique.

## Carrière
Grâce à sa célébrité, Rodríguez a développé une carrière de mannequin et d'influenceuse, collaborant avec des prestigieuses marques comme Gucci, Prada et Chanel,,,,. Elle a également fait la couverture des éditions internationales de Vogue, Harper's Bazaar et Elle, et a été présentée dans des éditoriaux qui mettent en valeur son style unique et son attrait mondial.
En mars 2024, Rodríguez a défilé sur le podium du défilé Vetements Womenswear Automne/Hiver 2024/2025 à la Fashion Week de Paris, portant une robe rouge avec le numéro sept qui ressemblait aux maillots de Ronaldo pendant son séjour à Manchester United, au Real Madrid et à la Juventus.
Au-delà du mannequinat, Rodríguez a collaboré avec de grandes marques de beauté, lancé sa propre ligne de vêtements de sport et joué dans la docu-série Netflix «&nbsp;Je suis Georgina », qui a permis au public de découvrir les coulisses de sa vie, de sa carrière et de sa famille. Elle a également mis sa plateforme à profit pour soutenir diverses actions philanthropiques, notamment celles liées à la santé et à l'éducation des enfants.

## Filmographie
- 2022 : Moi, Georgina (es) (Soy Georgina) (série documentaire Netflix) : elle-même (protagoniste du documentaire - 12 épisodes)

## Distinctions
Prix pour son engagement social, son travail philanthropique et son implication dans différents projets humanitaires lors du Gala Starlite 2021.